# 村上一平 (実業家)
村上 一平（むらかみ いっぺい、1945年3月3日 - ）は、日本の実業家。第9代日清製粉グループ本社代表取締役社長。第16代関西学院理事長。妻は経済学者の村上睦（大阪学院大学教授）。

## 人物・経歴
大阪府出身。関西学院中学部・高等部を経て、1967年関西学院大学経済学部卒業。加藤秀次郎ゼミ及び小寺武四郎ゼミ出身。また中学部時代から大学まで関西学院グリークラブに参加した。大学卒業後日清製粉に入社し、経理・財務を担当した。1995年取締役企画部長兼財務部長に昇格。2000年常務取締役。2001年日清製粉グループ本社常務取締役経理・財務本部長。
2007年から日清製粉グループ本社代表取締役社長を務め、2011年に取締役相談役に退いた。同年特別顧問。
2014年関西学院大学大学院文学研究科博士課程前期課程文化歴史学専攻修了、あおぞら銀行取締役。2015年関西学院同窓会会長。
2016年関西学院理事。2021年関西学院理事長。